# Rotonda del Minotauro
La rotonda del Minotauro o plaza del Minotauro es una rotonda ubicada en Jerez de la Frontera (Andalucía, España).
Destaca la gigantesca estatua del minotauro, obra de Víctor Ochoa Sierra, considerada una de las esculturas más grandes al aire libre de España.

## Historia
La elevación del ferrocarril en Jerez a finales de los 90, que hasta entonces dividía en dos la ciudad, proporcionó nuevos espacios urbanos a la capital de la comarca.
Uno de esos espacios, junto con la desaparición de algunos edificios obsoletos, posibilitó la creación de la Rotonda del Minotauro, un espacio urbano de no muy grandes dimensiones, pero junto con la plaza Madre de Dios, es catalizador del tráfico en cuatro direcciones:
- Dirección Sevilla: En la salida dirección avenida Nuestra Señora de la Paz.
- Dirección Bahía de Cádiz: En la salida dirección plaza Madre de Dios.
- Dirección Centro Ciudad: A través de la calle Cartuja.
- Dirección Jerez Este: En la salida hacia el paseo de las Delicias.

Por otra parte, la proximidad de la estación de trenes y la estación de autobuses de la ciudad se conformó como factor aumentativo del tráfico rodado.
La relevancia de la Rotonda del Minotauro como espacio de conexión aumentará al ser parada de la línea 1 del futuro Tranvía de Jerez.

## Minotauro
El monumento denominado Minotauro se ubica en el centro de la gran rotonda ajardinada. Fue inaugurado en el julio de 2003 y es obra del escultor y arquitecto madrileño Víctor Ochoa Sierra.
La estatua del Minotauro una de las esculturas más grandes al aire libre y la mayor escultura urbana realizada en bronce en España. La estatua se encuentra orientada hacia Creta y representa la parte humana del minotauro vencido tras su lucha contra Teseo y huyendo hacia Creta.
El volumen del Minotauro se justifica al ubicarse en un reducido espacio triangular flanqueado por edificios muy altos.
Pese a su reciente existencia, la estatua del Minotauro se ha convertido en uno de los emblemas del crecimiento urbano de Jerez en las últimas décadas. De este modo, ante el inminente ascenso del principal equipo de la ciudad, Xerez Club Deportivo, a la Primera División de la Liga de Fútbol Profesional de España en abril de 2009, el Minotauro fue vestido con la equipación de los futbolistas.